# Brunhättad trädklättrare
Brunhättad trädklättrare (Lepidocolaptes fuscicapillus) är en fågel i familjen ugnfåglar inom ordningen tättingar.

## Utseende och läte
Brunhättad trädklättrare är en liten och slank trädklättrare med en ljus böjd näbb. På undersidan syns kraftig vit streckning, medan den rostfärgade ovansidan saknar streck. Sången är vittljudande, bestående av en fallande serie toner: "ti, ti, ti-ti-tee-tee-teh-teh-tutututututu".

## Utbredning och systematik
Brunhättad trädklättrare delas numera in i två underarter med följande utbredning: 
- Lepidocolaptes fuscicapillus fuscicapillus – sydcentrala Amazonområdet i Brasilien mellan Madeirafloden och Tapajósfloden och i norra Bolivia (Beni, Santa Cruz).[3]
- Lepidocolaptes fuscicapillus layardi – östra Amazonområdet i Brasiluien, öster om Tapajós

Tidigare behandlades den som en del av streckad trädklättrare (Lepidocolaptes albolineatus) och vissa gör det fortfarande. Fram tills nyligen behandlades taxonet layardi som en egen art, men inkluderas numera allmänt i brunhättad trädklättrare.

## Levnadssätt
Brunhättad trädklättrare hittas i fuktiga låglänta skogar, men ockå i ungskog. Där födosöker den i trädtaket, vanligen som en del av kringvandrande artblandade flockar.

## Status och hot
Arten har ett stort utbredningsområde, men tros minska i antal, dock inte tillräckligt kraftigt för att den ska betraktas som hotad. Internationella naturvårdsunionen IUCN listar arten som livskraftig (LC).

## Namn
Rondônia är en delstat i västra Brasilien, med gräns mot Bolivia.